# Вся правда о лекарствах: мировой заговор фармкомпаний
«Вся правда о лекарствах: мировой заговор фармкомпаний» (Bad Pharma: How Drug Companies Mislead Doctors and Harm Patients — буквально «Плохая фарма: как фармацевтические компании вводят в заблуждение врачей и наносят вред пациентам») — книга британского врача и учёного Бена Голдакра (англ. Ben Goldacre) о фармацевтической промышленности, её отношениях с медицинским сообществом, о степени подконтрольности научных исследований лекарственных препаратов фармацевтическим компаниям.
Книга была впервые опубликована в сентябре 2012 года в Великобритании издательской компанией «HarperCollins Publishers LLC», в США в феврале 2013 года издательством «Faber and Faber», в России в 2015 году издательством «Рипол-классик».
Голдакр утверждает в книге, что «вся структура медицины сломана», поскольку доказательства, на которых она основана, систематически искажаются фармацевтической индустрией. Он пишет, что именно промышленность финансирует большинство клинических исследований лекарств. Клинические исследования часто проводятся на небольших группах нерепрезентативных участников, а отрицательные данные регулярно скрываются. Фармацевтические компании вкладывают большие средства в образование врачей, и, как уже очевидно, «независимые» научные публикации инициируются либо даже заказываются фармацевтическими компаниями или их подрядчиками, что обычно скрывается. Голдакр характеризует ситуацию на современном фармацевтическом рынке как «убийственную» и предлагает меры решения этих проблем ассоциациям пациентов, врачам, учёным и самой промышленности.
В январе 2013 года Голдакр совместно с «Кокраном», British Medical Journal и другими организациями создал инициативу «AllTrials», которая призывает к публикации результатов всех прошлых и текущих клинических испытаний.
Ранее, в 2008 году Бен Голдакр издал другую книгу — Bad Science («Обман в науке»), в которой среди прочего упоминались подобные проблемы в медицине.

## Содержание книги

### Введение
Бен Голдакр пишет, что целью данной книги является доказательство следующих утверждений.
Основная проблема заключается в том, что лекарства тестируются теми, кто производит их. Эти исследования имеют плохой дизайн, проводятся на небольшом количестве испытуемых, которые не являются типичными для целевой аудитории тестируемого продукта. Результаты исследований основываются на искажённых расчётах, цель которых — преувеличить пользу исследуемого препарата. Неудивительно, что данные испытания имеют тенденцию приводить к результатам, выгодным производителю. В том случае, если результаты исследований не удовлетворяют производителя, их вполне успешно скрывают от врачей и пациентов, и в итоге получается искажённая картина эффективности того или иного лекарственного препарата.
Учреждения, призванные регулировать и контролировать фармацевтическую промышленность, имеют доступ к большинству результатов исследований с момента создания препаратов, но даже в этом случае полученные результаты не доходят до врачей и потребителей, равно как и до органов власти. Дело в том, что эти данные преподносятся потом в искажённом виде. После получения медицинского образования врачи узнают о лекарствах множеством способов: при общении с коллегами, от торговых представителей фармацевтических компаний, из специализированных журналов. Но очевидно, что и врачи, и журналы сотрудничают с производителями и просто продвигают интересы последних. Это же касается и некоторых ассоциаций пациентов. И, наконец, научные статьи, которые всеми воспринимаются как объективные и независимые источники, часто разрабатываются и пишутся людьми, работающими непосредственно на фармацевтические компании, что, естественно, скрывается. Иногда целые научные журналы напрямую принадлежат какой-либо фармацевтической компании.
Кроме того, известно, что для многих очень серьёзных и распространённых недугов до сих пор не найдено наилучшее лекарство только потому, что данная область не входит ни в чьи финансовые интересы. Это насущные проблемы, и хотя многие утверждают, что они разрешены, но в основном это не так. Попытка устранения этих проблем фармацевтическими компаниями потерпела неудачу, всё те же проблемы сохраняются и даже усугубляются именно потому, что нас притворно уверяют в их отсутствии.

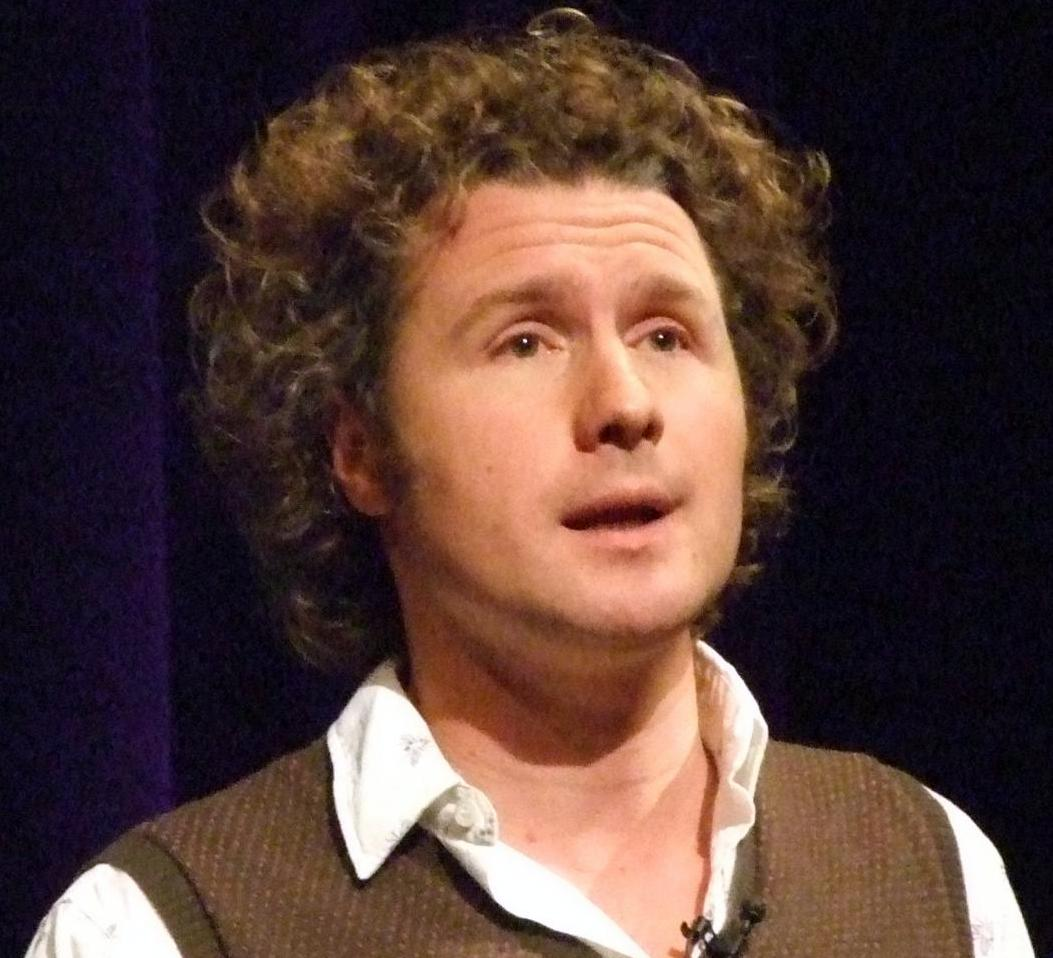
Бен Голдакр, автор книги в 2009 году

### Глава 1. «Скрываемые данные»
В главе «Скрываемые данные» Голдакр пишет, что в публикациях клинических испытаний, проводимых фармацевтическими компаниями, отражаются, как правило, результаты удачных исследований. Например, в 2007 году учёные проанализировали все опубликованные исследования статинов, препаратов для лечения дислипидемии. Из 192 испытаний, которые они изучили, исследования, финансируемые фармацевтической промышленностью, были в 20 раз чаще благоприятными для изученных препаратов по сравнению с независимыми исследованиями.
По утверждению Голдакра, такие положительные результаты были достигнуты следующим образом. Иногда спонсируемые промышленностью исследования изначально имели плохое планирование (например, сравнение нового препарата с существующим препаратом в неэффективной дозировке). Иногда пациенты отбирались в исследование таким образом, чтобы сделать положительный результат более вероятным. Кроме того, данные анализируются по ходу исследования, и если исследование предположительно ведёт к негативным данным о препарате, то его прекращают преждевременно и результаты не публикуются. Если же исследование приводит к положительным данным, оно тоже может быть прекращено досрочно, чтобы долгосрочные побочные эффекты не были замечены.
Голдакр отмечает, что эта публикационная предвзятость, при которой отрицательные результаты остаются неопубликованными, является повсеместным явлением в медицине и академической среде. В результате, по его мнению, врачи могут не иметь представления о реальных эффектах препаратов, которые они назначают.

### Глава 2. «Откуда берутся новые лекарства?»
Во второй главе описан процесс исследования новых препаратов, начинающийся с доклинических испытаний на животных; за доклиническими испытаниями следуют три фазы клинических исследований на людях. Участников первой фазы называют волонтёрами — обычно это здоровые добровольцы, однако в США им платят от 200 до 400 долларов в день, а так как испытания могут продолжаться несколько недель и люди порой принимают участие в нескольких экспериментах в год, то возможность заработать становится главной причиной участия в исследованиях. Добровольцами, как правило, становятся представители беднейших слоёв общества, при этом исследования отдаются на аутсорсинг контрактным исследовательским организациям (КИО), а это всё чаще означает, что испытания проводятся в странах, где вознаграждение представляет для населения очень существенную сумму. Так, скорость роста числа исследований в Индии составляет 20 % в год, в Аргентине — 27 %, в Китае — 47 %, в то время как в Великобритании количество исследований сокращается на 10 % в год, а в США на 6 %.
В связи с этим возникают вопросы достоверности данных, полученных в развивающихся странах, контроля за исследованиями, языковых трудностей, значимости информированного согласия среди гораздо более бедного населения, стандартов оказания медицинской помощи, разной для разных стран степени коррупции, а также этические проблемы возрастающих надежд на лекарства у населения, большая часть которого не сможет себе их позволить. Кроме того, Голдакр задаётся вопросом, можно ли переносить результаты, полученные при исследовании препаратов на конкретной группе населения, на любых других пациентов при имеющихся социальных и физиологических различиях: могут ли пациенты из Китая, у которых диагностировали депрессию, быть приравнены к калифорнийцам с тем же диагнозом? При этом он отмечает, что метаболизм лекарств у людей азиатского происхождения отличается от метаболизма медикаментов у жителей Запада.
Известны также случаи сокрытия информации о доступных способах лечения в ходе клинических испытаний. В испытаниях 1996 года, проводившихся компанией «Пфайзер» в нигерийском штате Кано во время вспышки менингита, новый экспериментальный антибиотик сравнивался с известным антибиотиком, эффективным в более высокой дозе, чем та, которая использовалась в исследовании. Голдакр пишет, что 11 детей умерло — почти поровну в каждой группе. При этом семьям пациентов никто не сообщил, что второй препарат в эффективной дозе можно было получить в офисе организации «Врачи без границ», в расположенном через дорогу здании.

### Глава 3. «Плохие инстанции»
В третьей главе описывается понятие «подконтрольных инстанций» и говорится о том, как инстанции или регуляторы — такие, как Агентство по лекарственным средствам и медицинским изделиям (MHRA) в Великобритании или Администрация по контролю качества продуктов и лекарственных препаратов (FDA) в Соединённых Штатах Америки, — становятся представителями интересов фармацевтических компаний, а не интересов общества. Голдакр пишет, что это происходит по ряду причин, в том числе из-за перехода сотрудников фармкомпаний на работу в инстанции и обратно. Кроме того, он описывает хорошие отношения между инстанциями, контролирующими рынок лекарств, и сотрудниками компаний, возникающие просто потому, что у них есть общие знания и общие интересы. В этой главе также обсуждается тема суррогатных результатов и процедура ускоренного одобрения и описывается, насколько трудно убрать неэффективные препараты с рынка, после того как они уже были одобрены инстанциями.

### Глава 4. «Плохие испытания»
В данной главе исследуются способы, которыми могут быть искажены клинические испытания. Голдакр пишет, что это происходит как на этапе проектирования, так и на этапе анализа и приводит к максимизации преимуществ препарата и минимизации его вреда. Бывают случаи откровенного мошенничества, хотя, по словам Голдакра, они редки. Более распространено то, что он называет «хитрые уловки, тонкие моменты и изящные манипуляции на грани допустимого».
Среди таких методов — тестирование препаратов на нерепрезентативных, «необычайно идеальных» пациентах; сравнение новых препаратов с чем-то заведомо неэффективным или эффективным в другой дозировке либо при ином применении; проведение слишком коротких испытаний или включающих слишком малую выборку, а также преждевременное или запоздалое завершение испытаний.
К этим методам также относится измерение неинформативных результатов; представление данных таким образом, чтобы они вводили в заблуждение; игнорирование пациентов, выбывших из исследования (то есть использование анализа по протоколу, при котором учитываются только пациенты, завершившие испытания, вместо анализа по намерению лечить, где учитываются все, кто начал участие в испытаниях); изменение основного результата исследования после его завершения; создание подгруппового анализа, который показывает положительные результаты для узко определённых групп (например, китайских мужчин в возрасте от 56 до 71 года), тем самым скрывается общий отрицательный результат; и проведение маркетинговых исследований, цель которых — убедить врачей использовать препарат.
Критика Голдакра также относится к тому, что результаты представляются в терминах относительного снижения риска, чтобы преувеличить кажущиеся преимущества лечения. Например, пишет он, если у четырёх человек из 1 000 в течение года случится сердечный приступ, но на статинах только у двух, это сокращение на 50 процентов, если указывается относительное снижение риска. Но, если выразить это в абсолютном снижении риска, сокращение составит всего 0,2 процента.

### Глава 5. «Более масштабные, более простые испытания»
В пятой главе Голдакр предлагает использовать базу данных исследований общей практики (General Practice Research Database) в Великобритании, содержащую анонимизированные записи о нескольких миллионах пациентов, для проведения рандомизированных испытаний с целью определения наиболее эффективного из конкурирующих методов лечения. Например, чтобы сравнить два статина — аторвастатин и симвастатин, — врачи могли бы случайным образом назначать пациентов на один из них.
За пациентами велось бы наблюдение через сбор данных об их уровнях холестерина, инфарктах, инсультах и смертях из их компьютеризированных медицинских записей. Эти исследования не были бы слепыми — пациенты знали бы, какой именно статин им был назначен. Однако Голдакр пишет, что вряд ли пациенты будут иметь настолько сильные убеждения о предпочтительности одного препарата перед другим, чтобы это могло существенно повлиять на их здоровье.

### Глава 6. «Маркетинг»
В заключительной главе Голдакр рассматривает, как врачей убеждают назначать «препараты-подражатели» (me-too drugs) — фирменные препараты, которые не более эффективны, чем значительно более дешевые непатентованные. В качестве примера он приводит статины аторвастатин (Lipitor, производимый Pfizer) и симвастатин (Zocor), которые, по его словам, кажутся одинаково эффективными, или, по крайней мере, нет доказательств обратного. Патент на симвастатин истёк несколько лет назад, тем не менее в Великобритании по-прежнему выписывается три миллиона рецептов на аторвастатин в год, что обходится Национальной службе здравоохранения (NHS) в дополнительные £165 миллионов ежегодно.
Голдакр поднимает проблему медикализации определённых состояний (или, как он утверждает, даже личностных характеристик), когда фармацевтические компании «расширяют границы диагностики», прежде чем предложить решения. Например, женская сексуальная дисфункция была выделена как проблема в 1999 году в исследовании, опубликованном в журнале Journal of the American Medical Association, которое содержало утверждение, что 43 процента женщин страдают этим расстройством. После публикации этой статьи The New York Times написала, что двое из трёх авторов статьи работали консультантами Pfizer, которая в то время готовилась к выпуску препарата UK-414,495, известного как «женская Виагра». Редактор журнала признал, что недекларирование связи с Pfizer было ошибкой редакции.
В главе также исследуется использование знаменитостей для продвижения определённых лекарств; степень, в которой утверждения в рекламе для врачей подкреплены надлежащими источниками; и вопрос о том, стоит ли разрешать рекламу, направленную непосредственно на потребителей (на данный момент разрешённую только в США и Новой Зеландии).
Голдакр обсуждает, как PR-компании продвигают истории пациентов, жалующихся в СМИ, что определённые лекарства не предоставляются спонсором, которыми в Великобритании являются NHS и Национальный институт здоровья и клинического совершенства (NICE). Например, две пациентки с раком груди, которые в 2006 году выступали за доступность трастузумаба (Herceptin) через NHS, получали поддержку от юридической фирмы, работавшей с Roche, производителем этого препарата. Историк Лиза Жардин, страдавшая от рака груди, рассказала газете The Guardian, что к ней обратилась PR-компания, работающая на эту фармацевтическую фирму.
В главе также рассматриваются влияние представителей фармацевтических компаний, использование «авторов-призраков», которых нанимают фармацевтические компании для написания статей от имени учёных; обсуждается, насколько независимы в действительности академические журналы, как фармацевтические компании финансируют программы повышения квалификации врачей и то, как часто группы пациентов финансируются индустрией.

### Послесловие. «Лучшие результаты исследований»
В послесловии и на протяжении всей книги Голдакр предлагает возможные меры для врачей, студентов-медиков, пациентов, пациентских групп и фармацевтической индустрии.
Он рекомендует врачам, медсёстрам и менеджерам прекратить взаимодействие с фармацевтическими представителями, запретить им посещать клиники, больницы и медицинские учебные заведения, публиковать онлайн и в приёмных данные обо всех подарках и знаках гостеприимства, полученных от фармацевтической индустрии, а также убрать все рекламные материалы фармацевтических компаний из офисов и залов ожидания. (Он хвалит веб-сайт Американской ассоциации студентов-медиков — www.amsascorecard.org, — который ранжирует учреждения по их политике предотвращения конфликта интересов, отмечая, что сайт вызывает у него «слёзы умиления».) Голдакр также предлагает ввести правила, запрещающие фармацевтам делиться с представителями фармацевтической отрасли записями о назначении лекарств врачами.
Голдакр призывает учёных лоббировать свои университеты и научные общества, чтобы запретить учёным участвовать в написании статей от имени других («призрачное авторство»), а также лоббировать введение «титров, как в фильмах» — указание в конце каждой научной работы всех, кто был вовлечён в создание статьи, включая инициатора её публикации. Он также настаивает на полном раскрытии всех предыдущих результатов клинических испытаний и создании списка научных статей, которые, как он выражается, были «сфальсифицированы» индустрией, чтобы их можно было отозвать или аннотировать. Голдакр призывает сотрудников фармацевтических компаний становиться разоблачителями, например ведя анонимный блог или связавшись с самим Голдакром напрямую.
Автор советует пациентам спрашивать своих врачей, принимают ли они гостеприимство или спонсорство от фармацевтических компаний, и если да, то размещать эту информацию в приёмных. Он также предлагает пациентам уточнять у врачей, допустимо ли обсуждение их медицинской истории с фармацевтическими представителями. Пациентам, которых приглашают участвовать в клинических испытаниях, он советует, среди прочего, требовать письменной гарантии того, что испытание было публично зарегистрировано и что основной результат будет опубликован в течение года после завершения.
Голдакр рекомендует группам пациентов писать в фармацевтические компании следующее: «Мы живём с этим заболеванием; скрываете ли вы что-либо, что может быть важно для нас? Если да, расскажите нам об этом сегодня».

## Отзывы
Книга в целом была хорошо принята. Журнал The Economist охарактеризовал её как «слегка техническую, чрезвычайно увлекательную, постоянно шокирующую, иногда назидательную и бескомпромиссно полемическую». Хелен Льюис в New Statesman назвала её важной книгой, а Луиза Диллнер, написавшая рецензию для The Guardian, охарактеризовала её как «тщательное расследование в области медицинской журналистики».
Эндрю Джек в Financial Times отметил, что Голдакр лучше всего проявляет себя, методично анализируя слабости клинических исследований: «…Он менее убедителен в объяснении сложных реалий, таких как общие ограничения и индивидуальные промахи регуляторов и сотрудников фармацевтических компаний». Джек также указал, что в книге недостаточно отражено, сколько жизней улучшила текущая система, например благодаря новым методам лечения ВИЧ, ревматоидного артрита и рака.
Макс Пембертон, психиатр, написал в Daily Telegraph, что «эта книга вызывает возмущение… потому что она рассказывает о том, как крупный бизнес ставит прибыль выше благополучия пациентов, позволяет людям умирать, чтобы не раскрывать компрометирующие доказательства исследований, и о тех трюках, которые они используют, чтобы врачи не имели всей необходимой информации при оценке эффективности препарата».
Ассоциация британской фармацевтической промышленности (ABPI) ответила в New Statesman, что Голдакр «застрял в прошлом, когда фармацевтические компании угощали врачей изысканными ужинами в обмен на подписание контракта». ABPI выпустила пресс-релиз, в котором утверждалось, что фармацевтическая индустрия ответственна за открытие 90 процентов всех лекарств, а процесс вывода лекарства на рынок занимает в среднем 10—12 лет и стоит £1,1 млрд, при этом только одно из 5000 новых соединений получает одобрение регулирующих органов. Это делает исследования и разработки дорогостоящим и рискованным бизнесом. Ассоциация подчеркнула, что фармацевтическая индустрия является одной из самых жёстко регулируемых в мире и стремится обеспечить полную прозрачность в исследованиях и разработке новых лекарств. Также было отмечено, что примеры, приведённые Голдакром, «давно задокументированы и исторически подтверждены, и компании, о которых идёт речь, давно решили эти проблемы». Голдакр, в свою очередь, утверждает в книге, что «самая опасная тактика из всех — это постоянное заявление индустрии о том, что все эти проблемы остались в прошлом».
Хамфри Ранг из Британского фармакологического общества отметил, что Голдакр выбрал свою цель удачно и привёл несколько шокирующих примеров конспирации и нечестности, особенно это касается сокрытия данных об антидепрессанте ребоксетине (глава первая), когда из семи испытаний было опубликовано только одно (опубликованное исследование показало положительные результаты, в то время как неопубликованные испытания свидетельствовали об обратном).
Ранг также заявил, что Голдакр «перегнул палку», посвятив целую главу (глава пятая) рекомендации проводить крупные клинические испытания с использованием электронных данных пациентов от врачей общей практики, не полностью объяснив, насколько проблематичными такие исследования могут быть; например, они вызывают вопросы о получении информированного согласия и регуляторном надзоре.
Ранг также критиковал стиль Голдакра, назвав книгу слишком длинной, повторяющейся, гиперболизированной и местами слишком разговорной. В частности, он возражал против фразы «медицина сломана», назвав её «глупым высказыванием».

## AllTrials
После публикации книги Голдакр совместно с Дэвидом Тови, главным редактором Кокрановской библиотеки, совместно с British Medical Journal, Центром доказательной медицины (Centre for Evidence-Based Medicine) и другими организациями в Великобритании, а также с Медицинской школой Гейзела и Институтом политики здравоохранения и клинической практики Дартмутского колледжа в США стал сооснователем инициативы AllTrials. Созданная в январе 2013 года, эта группа выступает за обязательную регистрацию и публикацию данных всех прошлых и текущих клинических исследований для всех применяемых методов лечения.
В январе 2014 года Комитет по общественным счетам Палаты общин Великобритании подготовил доклад после заслушивания свидетельств от Голдакра, от Фионы Годли, главного редактора British Medical Journal, и от других экспертов о накоплении запасов препарата «Тамифлю» и сокрытии данных о нём его производителем, компанией «Roche». Комитет заявил, что был «удивлён и обеспокоен», узнав, что информация из клинических испытаний регулярно скрывается от врачей, и рекомендовал Министерству здравоохранения принять меры для обеспечения доступности всех данных клинических исследований для препаратов, которые в настоящее время назначаются пациентам.

## Издания и переводы

### Издания на русском языке
- Бен Голдакр. Бен Голдакр: Вся правда о лекарствах. Мировой заговор фармкомпаний. — М. : Рипол-Классик, 2015. — 576 с. — ISBN 978-5-386-08313-7.